# Cristian Díaz
Cristian Lionel Díaz (Florencio Varela, 12 maggio 1976) è un ex calciatore argentino, di ruolo centrocampista, tecnico dei The Strongest.

## Palmarès

### Club

#### Competizioni internazionali
- Coppa Intertoto UEFA: 1

Udinese: 2000
- Coppa Sudamericana: 1

Arsenal de Sarandì: 2007
- Coppa Suruga Bank: 1

Arsenal de Sarandì: 2008